# Оно (персонаж)
Оно́ (англ. It), также известное по своей излюбленной личине как Пеннива́йз — танцу́ющий кло́ун (англ. Pennywise the Dancing Clown) — главный антагонист одноимённого романа Стивена Кинга и его экранизаций. В романе предстаёт как могущественное древнее создание, прибывшее из другого мира. Оно пробуждается каждые 27 лет, чтобы охотиться на детей вымышленного городка Дерри, штат Мэн, используя различные уловки, например, способность к трансформации и манипулирование. Употребляет в пищу как страхи детей, так и их самих.

## Образ
Оно — способное изменять облик чудовище, излюбленным образом которого является клоун Пеннивайз. Появилось в содержащей и окружающей Вселенную пустоте, известной в романе как «Макровселенная». Прибыло на Землю в метеорите после столкновения с астероидом миллионы лет назад, поселившись под землёй, на которой будет построен Дерри.
Пробудилось после появления индейских племён, после годовой охоты впадало в сон на 27 лет. Помимо человеческой плоти насыщалось страхом, часто принимая форму того, чего больше всего боится его жертва. Отдавало предпочтение детям, поскольку их страхи легче интерпретировать, а взрослых было труднее напугать (однако у взрослых под влиянием клоуна сильнее проявляются социопатические рефлексы). Способно манипулировать людьми со слабой волей, делая их безразличными или приспосабливая к роли сообщников. Спячка начинается и заканчивается ужасными событиями, вроде таинственного исчезновения 300 поселенцев городка Дерри в 1740—1743 годах или взрыва металлургического завода.
Снова пробудилось во время сильнейшего шторма, затопившего часть города в 1957 году, когда младший брат Билла Денбро Джорджи стал первым в череде убийств, прежде чем «клуб неудачников» сразился с монстром. С помощью ритуала Оно получило серьёзное ранение и впало в спячку, окончательно было убито через 27 лет вторым ритуалом. После его гибели огромный шторм повредил центральную часть Дерри.
В романе Оно утверждает, что его настоящее имя — Роберт «Боб» Грей, и прозвище «Оно» использует «Клуб неудачников». На протяжении всей книги из-за образа Пеннивайза воспринимается как самец, позже из-за откладывания им яиц «неудачники» приходят к выводу, что это может быть самка. Истинной формой считается гигантский паук, но в ходе ритуала Билл Денбро видит существо в виде массы кружащихся оранжевых огней, вызывающих безумие или смерть любого взглянувшего на них напрямую («мёртвые огни»). Только жена Билла Одра Филлипс пережила это, после чего впала в кататоническое состояние. На протяжении всего романа «Оно» некоторые события изображаются с точки зрения Оно, считающего себя высшим существом, а людей — игрушками.

## Создание
Есть мнение, что прообразом клоуна Пеннивайза был серийный убийца Джон Уэйн Гейси, завлекавший своих жертв на детских праздниках в образе клоуна Пого. Кроме того, критик Марк Дери называет Оно «Рональдом Макдональдом — социопатом, воплощающим наши первичные страхи». В интервью 2013 года Стивен Кинг рассказал, что он придумал концепцию Пеннивайза после того, как спросил себя, кого боятся дети «больше, чем что-либо другое в мире» и он почувствовал, что это клоуны. Кинг также признал на своём веб-сайте, что изначально хотел, чтобы титульным персонажем стал «тролль, как тот, что был в детской сказке „Три козла, Граф и злобный тролль“», но который населял бы местную канализационную систему, а не только область под мостом. В своём доме Стивен хранит экшен-фигурку Пеннивайза.

## В популярной культуре
Клоун Пеннивайз стал самым известным элементом произведения и считается одним из самых страшных клоунов в популярной культуре.
Персонаж был изображён Тимом Карри в телефильме 1990 года и Биллом Скарсгардом в кинофильме 2017 года, сиквеле 2019 года и сериале 2025 года. Сет Грин, сыгравший юного Ричи Тозиера в экранизации 1990 года, озвучил Пеннивайза в сериале «Робоцып» (эпизод «The Black Cherry Архивная копия от 12 декабря 2017 на Wayback Machine», С1Э20, 2005).

## Связи с другими произведениями
- «Серая дрянь» — рассказчик упоминает, что у него был друг, который когда-то работал в канализации под Бангором, штат Мэн. Однажды мужчина вернулся с очередной смены полностью седым с ярко-белыми волосами и заявил, что видел гигантского паука.
- «Томминокеры» — Томми Джеклин осуществляет доставку в небольшой городок Дерри, штат Мэн. Прогуливаясь по городу, Томми заметил «клоуна с блестящими серебряными долларами вместо глаз», смотрящего на него из канализационного стока.
- «Бессонница» — упоминается канализационный выброс 1985 года, работающий в библиотеке Дерри член «Клуба неудачников» Майк Хэнлон, а главный герой романа Ральф Робертс убегая от Алого Короля смог заметить «смертельные огни», а также «странную яркую ауру», которая в виде ореола окружала канализационный люк.
- «Ловец снов» — вблизи мемориала на месте обрушившейся водонапорной башни есть доска с надписью «Пеннивайз жив».
- «11/22/63» — главный герой Джейк Эппинг, побывав в Дерри, в разговорах слышал упоминания клоуна.